# Piper PA-14 Family Cruiser
El  Piper PA-14 Family Cruiser fue un pequeño avión de turismo estadounidense de finales de la década de 1940.

## Diseño y desarrollo

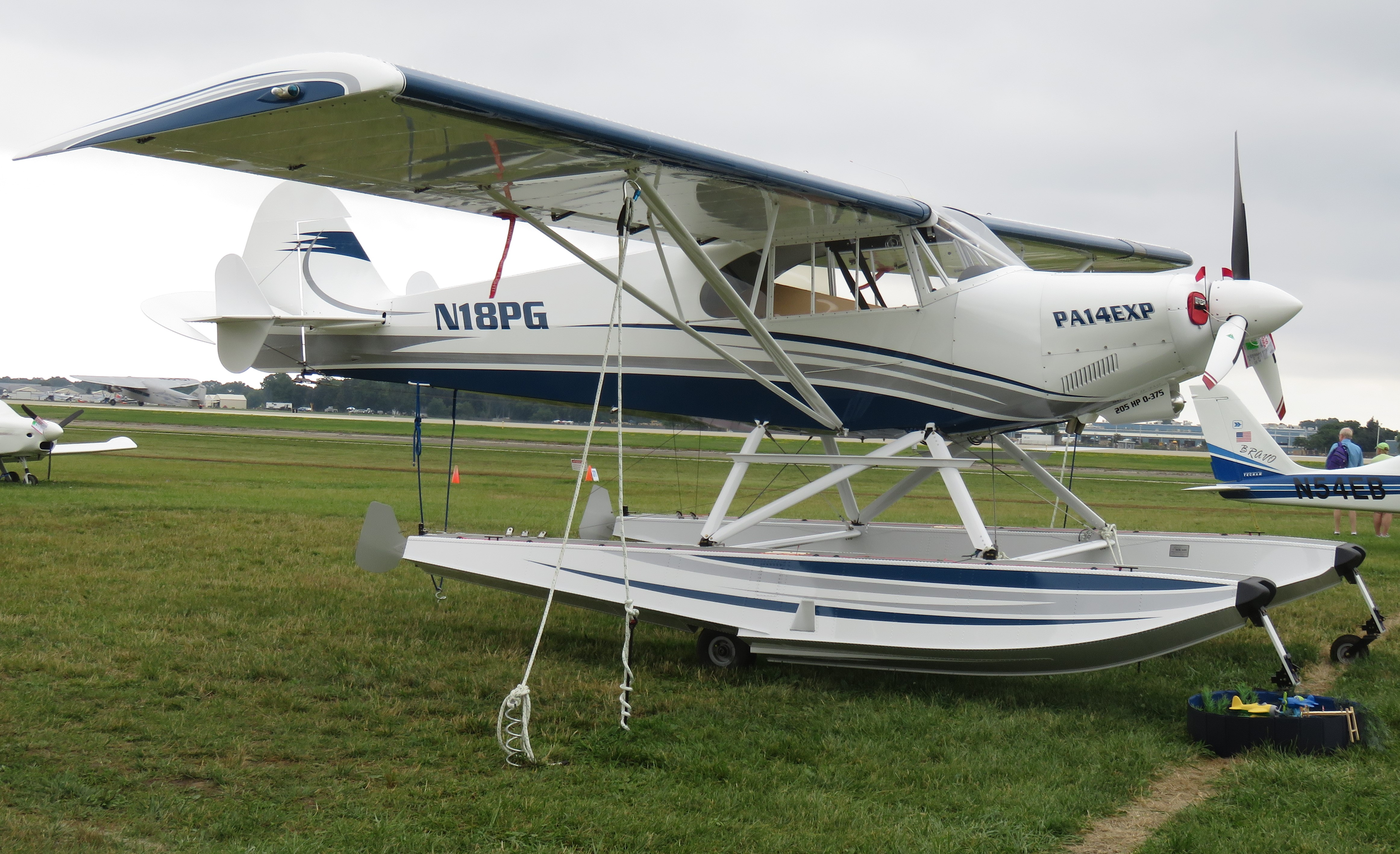
Modificación experimental de un PA-14 con flotadores anfibios.

Piper Aircraft había fabricado el avión de turismo triplaza PA-12 Super Cruiser entre principios de 1946 y marzo de 1948. En 1947, el diseño del PA-12 fue adaptado a una disposición de cuatro asientos ensanchando la cabina en cinco pulgadas en el panel de instrumentos y añadiéndole flaps divididos. La disposición original de ala alta y tren de aterrizaje fijo de rueda de cola se retuvo. El prototipo del PA-14 realizó su primer vuelo, desde la fábrica de la compañía en Lock Haven (Pensilvania), el 21 de marzo de 1947.

## Historia operacional
Se completó un segundo PA-14 el 6 de febrero de 1948 y las primeras entregas a clientes se realizaron más tarde aquel año. Se completaron 238 ejemplares, vendiéndose la mayor parte a particulares en los Estados Unidos, pero las ventas en ultramar incluyeron varios ejemplares en Francia. El avión fue presentado en una época de serias dificultades económicas de la compañía y, de hecho, poco después del lanzamiento del Family Cruiser, Piper entró en quiebra, de la que pudo salir exitosamente más tarde. 126 ejemplares permanecían registrados en los Estados Unidos en abril de 2011, de los que 81 estaban basados en Alaska y 13 estaban registrados en Canadá.

## Especificaciones
Referencia datos: Piper Aircraft and their forerunners

### Características generales
- Tripulación: Uno (piloto)
- Capacidad: 3 pasajeros
- Longitud: 7,1 m (23,2 ft)
- Envergadura: 10,8 m (35,5 ft)
- Altura: 2 m (6,4 ft)
- Superficie alar: 16,7 m² (179,3 ft²)
- Perfil alar: USA 35B[4]
- Peso vacío: 463 kg (1020,5 lb)
- Peso máximo al despegue: 839 kg (1849,2 lb) [5]
- Planta motriz: 1× motor bóxer de 4 cilindros refrigerado por aire Lycoming O-235-C1.
  - Potencia: 86 kW (119 HP; 117 CV)
- Hélices: Bipala de paso fijo

### Rendimiento
- Velocidad máxima operativa (Vno): 198 km/h (123 MPH; 107 kt)
- Velocidad crucero (Vc): 180 km/h (112 MPH; 97 kt)
- Velocidad de entrada en pérdida (Vs): 71 km/h (44 MPH; 38 kt) (flaps abajo)
- Alcance: 803 km (434 nmi; 499 mi)
- Régimen de ascenso: 2,9 m/s (575 ft/min)
- Carga alar: 50,4 kg/m² (10,3 lb/ft²)
- Potencia/peso: 0,102 kW/kg (0,062 hp/lb)

## Aeronaves relacionadas

### Desarrollos relacionados
- Piper PA-12 Super Cruiser
- Piper PA-15 Vagabond

### Aeronaves similares
- Aeronca Sedan
- Wag-Aero CHUBy CUBy

### Secuencias de designación
- Secuencia PA-_ (interna de Piper): ← PA-8 - PA-11 - PA-12 - PA-14 - PA-15 - PA-16 - PA-17 →